# 1980 en boxe anglaise
| Années de la boxe anglaise : 1977 - 1978 - 1979 - 1980 - 1981 - 1982 - 1983    |
| Décennies de la boxe anglaise : 1950 - 1960 - 1970 - 1980 - 1990 - 2000 - 2010 |

Cet article présente les faits marquants de l’année 1980 en boxe anglaise.

## Évènements

### Jeux olympiques
- Boxe aux Jeux olympiques d'été de 1980